# Kondensatorowy układ zapłonowy

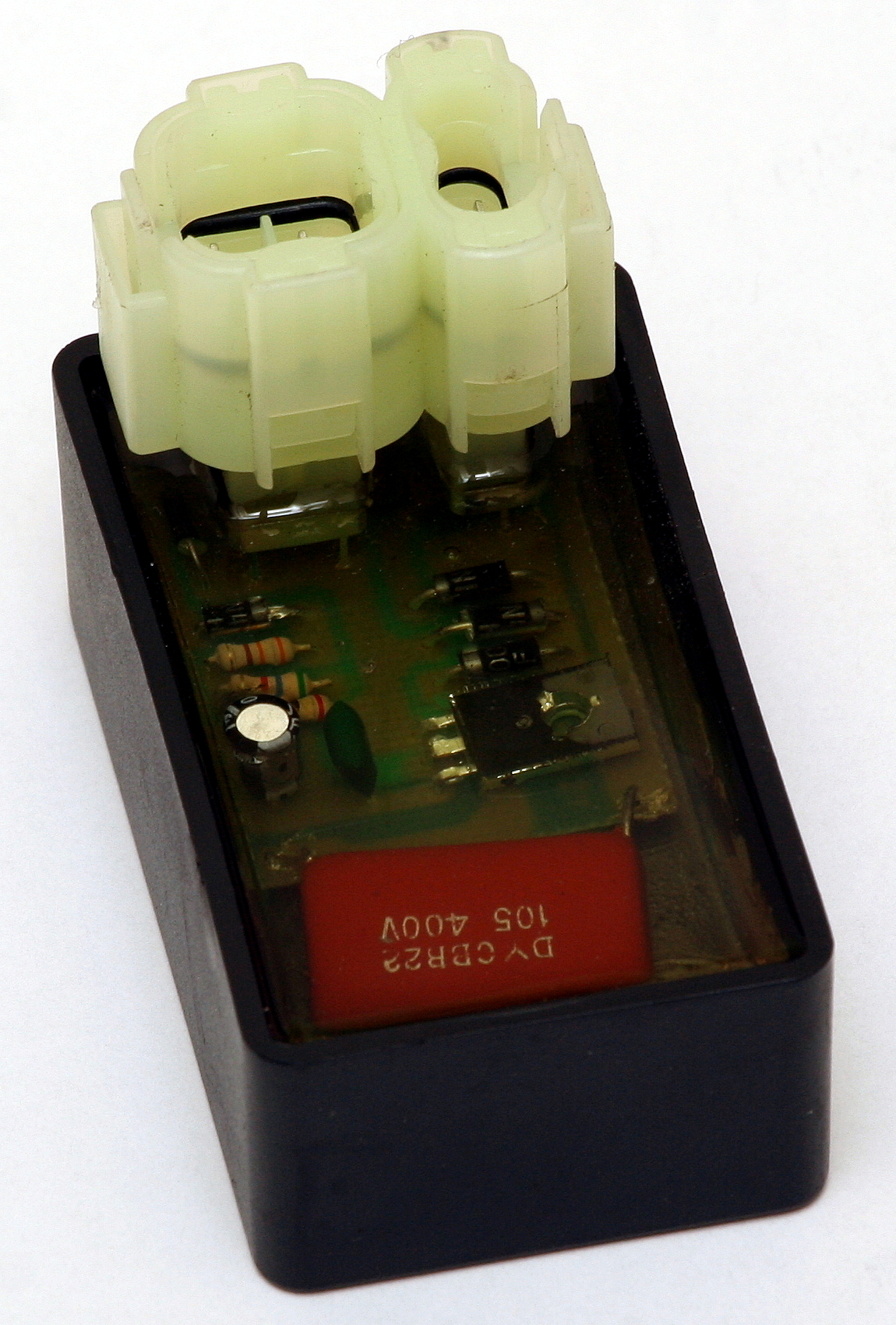
Moduł zapłonowy CDI ze skutera

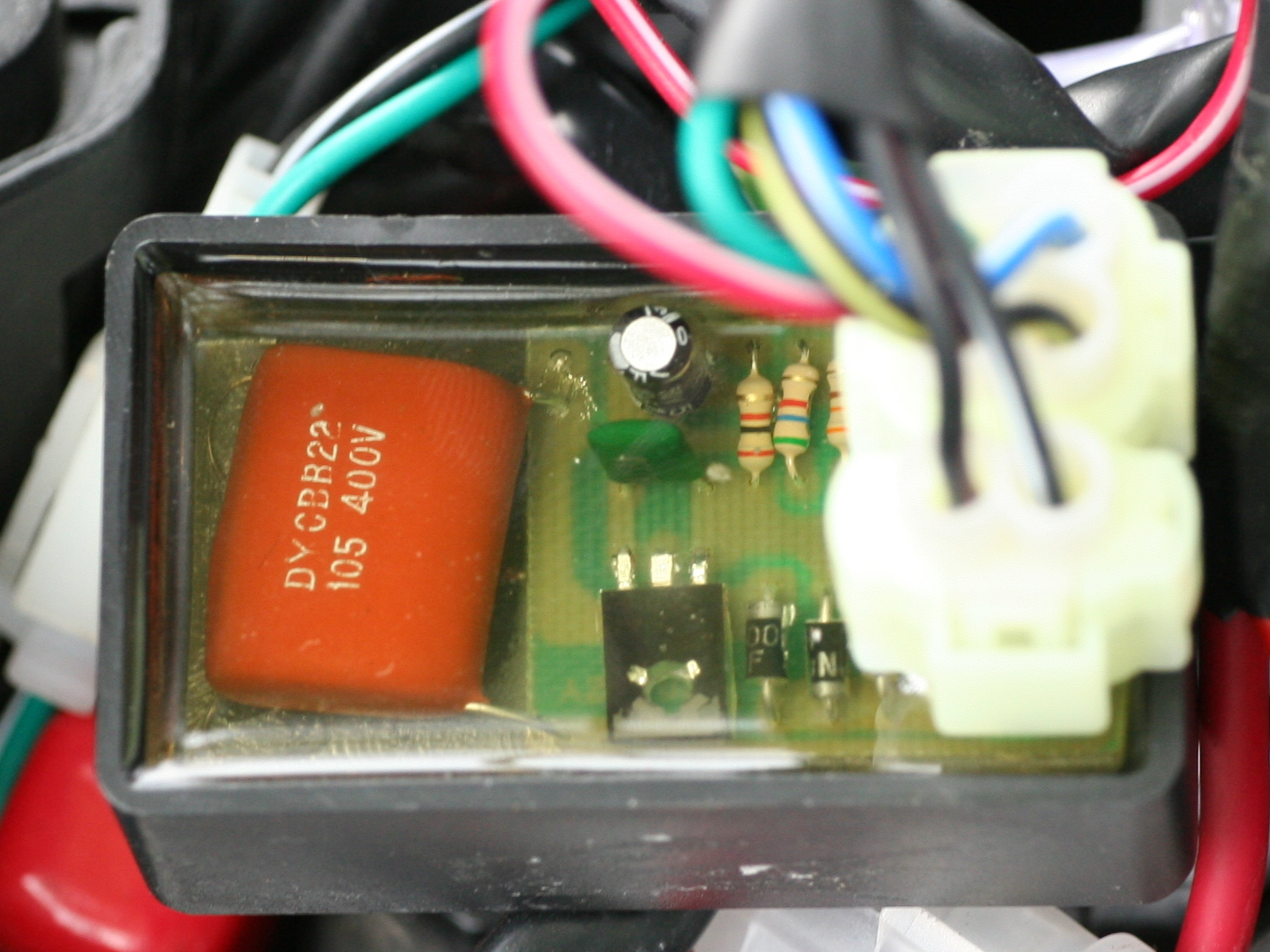
Moduł zapłonowy CDI ze skutera

Kondensatorowy układ zapłonowy (ang. capacitor discharge ignition, CDI) – układ zapłonowy, w którym do wytworzenia iskry elektrycznej wykorzystuje się prąd płynący w wyniku rozładowywania kondensatora. W elektronicznych układach kondensatorowych załączanie przepływu prądu jest wykonywane zazwyczaj przez tyrystor, dlatego nazywane są też tyrystorowymi układ zapłonowy silnika spalinowego.
Często stosowanego w motocyklach, kosiarkach, pilarkach łańcuchowych i innych urządzeniach wykorzystujących niewielkie, wysokoobrotowe silniki spalinowe, a także silniki z tłokiem obrotowym. Pierwotnie opracowany w celu ominięcia długich czasów ładowania, związanych z dużą indukcyjnością cewek zapłonowych.

## Historia
Próby wykorzystania energii zgromadzonej w kondensatorze do wywołania iskry na świecy zapłonowej były podejmowane jeszcze  w XIX w, ale pierwsze niezawodne układy CDI pojawiły się w latach 50. razem z innymi elektronicznymi układami zapłonowymi. Pierwszy seryjny motocykl wykorzystujący zapłon CDI był produkowany przez firmę Kawasaki.
Pod koniec lat 60. rząd Stanów Zjednoczonych wprowadził regulacje wymuszające przestrzeganie standardów dotyczących emisji spalin. W rezultacie opracowywano coraz to nowe systemy zapłonu, a od lat 70. zapłony CDI wyparły klasyczne zapłony kontaktowe ze wszystkich mniejszych silników spalinowych, wliczając motocykle Honda Cub (używające systemu AC-CDI).

## Zasada działania

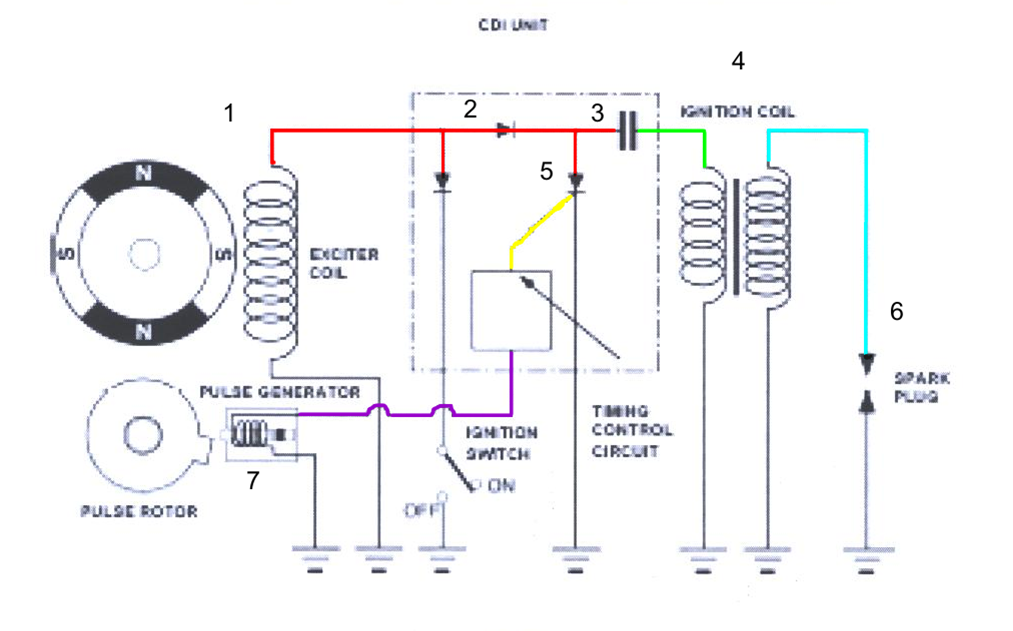
Schemat blokowy systemu AC-CDI

Większość samochodowych układów zapłonowych to układy indukcyjne, które wytwarzają wysokie napięcie, zasilające świecę zapłonową, wykorzystując indukcyjność cewki zapłonowej. Kiedy prąd płynący przez uzwojenie pierwotne tej cewki zostaje odłączony, energia zgromadzona w polu magnetycznym cewki próbuje przeciwstawić się zmianie natężenia tego prądu, powodując gwałtowny wzrost napięcia. W systemie CDI ładunek gromadzony jest w wysokonapięciowym kondensatorze, rozładowywanym w momencie zapłonu przez cewkę zapłonową.
Typowy moduł CDI zawiera mały transformator, obwód ładujący z półokresowym prostownikiem, obwód wyzwalający zbudowany w oparciu o tyrystor i główny kondensator. Napięcie zasilające jest podwyższane do 200 ~ 600 V przez transformator, z którego prąd elektryczny płynie do obwodu ładującego i ładuje kondensator. Jednopołówkowy prostownik w obwodzie ładującym zapobiega rozładowaniu kondensatora, gdy napięcie zasilania spada. Czas ujemnego półokresu, w którym kondensator nie jest ładowany to optymalny moment wyzwalania układu zapłonowego. Po podaniu na bramkę tyrystora impulsu z układu wyzwalającego, tyrystor zamyka obwód kondensatora i cewki zapłonowej. Kondensator zostaje gwałtownie rozładowany przez pierwotne, niskoindukcyjne uzwojenie cewki zapłonowej, impuls napięcia na cewce pierwotnej indukuje na cewce wtórnej napięcie do 40 kV. Napięcie to jest podawane na świecę zapłonową i powoduje wyładowanie elektryczne, prowadzące do zapłonu mieszanki. Spadek natężenia prądu w cewce indukuje w niej napięcie o kierunku przeciwnym do pierwotnego, w celu rozładowania tego napięcia stosuje diodę umożliwiającą przepływ prądu w cewce. W zależności od rozwiązania układu (miejsca przyłączenia dodatkowej diody), energia rozładowania kondensatora może oscylować pomiędzy energią zawartą w indukcyjności cewki a energią kondensatora przedłużając czas trwania iskry, albo w drugim przypadku wykorzystywać tylko rozładowanie energii cewki. Po tym wyładowaniu cykl ładowania kondensatora rozpoczyna się od początku.

### AC-CDI
W układzie AC-CDI moduł zapłonowy pobiera przemienny prąd bezpośrednio z osobnego uzwojenia umieszczonego w alternatorze. AC-CDI jest często wykorzystywanym, najprostszym systemem CDI.

### DC-CDI
Układ DC-CDI jest zasilany z akumulatora, więc musi posiadać dodatkowy inwerter DC/AC, co znacząco zwiększa wymiary modułu. Mimo tej wady, pojazdy używające systemu DC-CDI posiadają precyzyjniejszą koordynację momentu zapłonu, stabilizację energii iskry i łatwiej uruchamiają zimny silnik. Ponadto układ DC-CDI znalazł zastosowanie w silnikach wyczynowych, w których nie ma możliwości zainstalowania alternatora lub został on usunięty, a także w silnikach modelarskich. Mała bateria akumulatorów NiCd umożliwia pracę silnika przez cały wyścig.

## Sterowanie zapłonem
Układ zapłonowy jest wyzwalany najczęściej przez bezstykowy czujnik indukcyjny, który wyeliminował zużywający się mechaniczny przerywacz zapłonu. Istnieją jednak układy zapłonowe niewymagające użycia czujnika sterującego. W systemie Suzuki Pointless Electronic Ignition układ CDI jest wyzwalany pojawieniem się ujemnego półokresu napięcia cewki zasilającej moduł CDI. Ma to jednak swoje zalety i wady, ponieważ silnik nie ma stałego, jasno określonego punktu zapłonu.
Najprostszy układ CDI umożliwia uzyskanie zapłonu o stałym, wyznaczonym kącie. Jest to stosowane w silnikach o małych pojemnościach skokowych. Bardziej skomplikowane układy CDI umożliwiają analogową lub cyfrową regulację kąta wyprzedzenia.
Analogowe sterowanie kątem wyprzedzenia zapłonu umożliwia korekcję kąta wyprzedzenia w ograniczonym zakresie, podczas gdy sterowanie cyfrowe zapewnia bardziej skomplikowaną regulację. Obecnie powszechnie stosowane są mikrokontrolery, które umożliwiają bardzo dokładną regulację kąta wyprzedzenia zapłonu. Umożliwiają również uzależnienie tego kąta od parametrów silnika, np. temperatury cieczy chłodzącej, otwarcia przepustnicy itd. Dodatkową funkcją może być immobilizer, czy ograniczenie obrotów.

## Zalety i wady
Ilość energii, jaką układ CDI może zmagazynować w celu wytworzenia iskry, jest zależna od napięcia i pojemności użytego kondensatora. Najczęściej oscyluje wokół 50 mJ. Niewątpliwą zaletą systemu CDI jest krótki czas ładowania, szybkie narastanie napięcia (3 ~ 10 kV/μs) w porównaniu z klasycznymi, indukcyjnymi systemami (300 ~ 500 V/μs) i krótki czas trwania iskry – ok. 50 ~ 80 μs. Szybkie narastanie napięcia sprawia, że układy CDI są niewrażliwe na rezystancję bocznikującą (powodowaną np. przez wilgotną, zalaną świecę), ale ograniczony czas trwania iskry może w niektórych zastosowaniach nie gwarantować niezawodnego zapłonu. Niewrażliwość na rezystancję bocznikującą razem z możliwością produkcji wielu iskier w krótkim odcinku czasu sprawia, że układy CDI dobrze sprawdzają się podczas uruchamiania zimnego silnika, a generowane przez nie iskry posiadają powtarzalną energię (dzięki czemu silnik pracuje równo).
Krótki czas trwania iskry generowanej przez układy CDI umożliwia stosowanie ich jednocześnie z pomiarami jonizacji. Realizuje się to przez przyłożenie niewielkiego napięcia (ok. 80 V) do świecy zapłonowej na cały czas oprócz zapłonu. Pomiar płynącego pod wpływem tego napięcia prądu jest wykorzystywany podczas obliczeń temperatury i ciśnienia w cylindrze.
Ponieważ energia potrzebna do wygenerowania iskry jest gromadzona w kondensatorze, a nie w cewce zapłonowej, ta druga może posiadać stosunkowo niewielką indukcyjność, a co za tym idzie, niewielkie rozmiary. Niska indukcyjność cewki w połączeniu z krótkim czasem zapłonu zapewniają niski poziom zakłóceń elektromagnetycznych.
Napięcie podawane na uzwojenie pierwotne cewki jest nawet 50 razy wyższe od napięcia podawanego przez klasyczne, kontaktowe systemy zapłonu, co sprawia, że przewody łączące moduł zapłonowy z cewką mogą być stosunkowo cienkie i długie.